# Apeadeiro de Benespera
O Apeadeiro de Benespera é uma interface ferroviária da Linha da Beira Baixa, que serve a localidade de Benespera, no distrito da Guarda, em Portugal.

## História
Este apeadeiro situa-se no troço entre as Estações de Covilhã e a Guarda, que foi concluído em 11 de abril de 1893, e inaugurado em 11 de maio do mesmo ano, pela Companhia Real dos Caminhos de Ferro Portugueses. Em finais de 1895, a circulação foi interrompida no troço entre Belmonte e Benespera, obrigando ao transbordo dos passageiros.
A circulação ferroviária neste troço foi suspensa pela Rede Ferroviária Nacional no dia 9 de março de 2009, para se proceder a obras de reabilitação

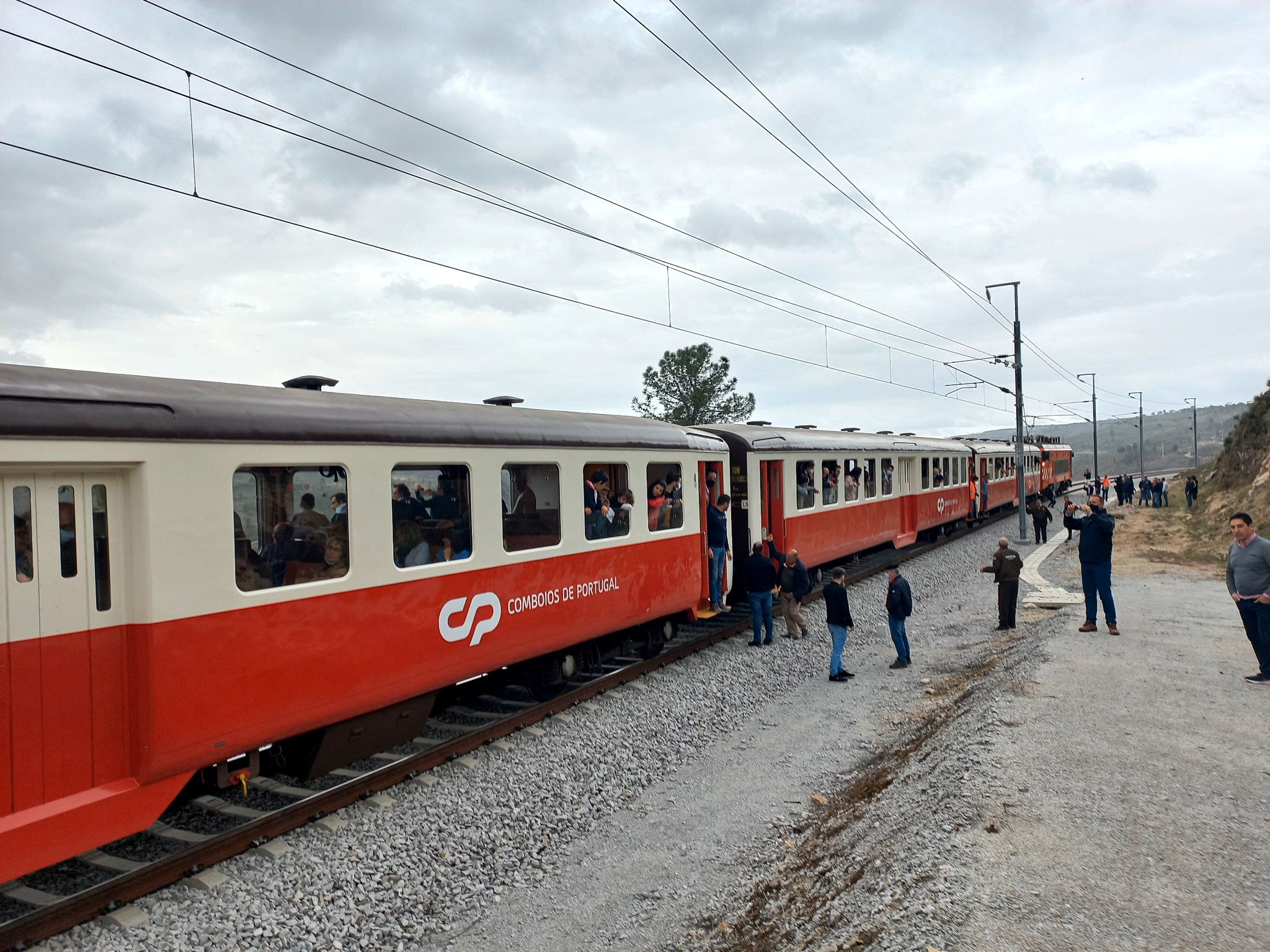
Paragem de um comboio especial da APAC no apeadeiro da Benespera, com a locomotiva CP 2610 + nove carruagens Schindler.

A circulação ferroviária foi retomada no dia 2 de maio de 2021, após terem sido concluídas as obras de modernização do troço Covilhã - Guarda.